# ISWinT
International Student Week in Timișoara (acronim ISWinT) este un festival internațional dedicat studenților, care are loc anual în Timișoara începând din anul 1994.